# Variedad del idioma español en territorios catalanófonos

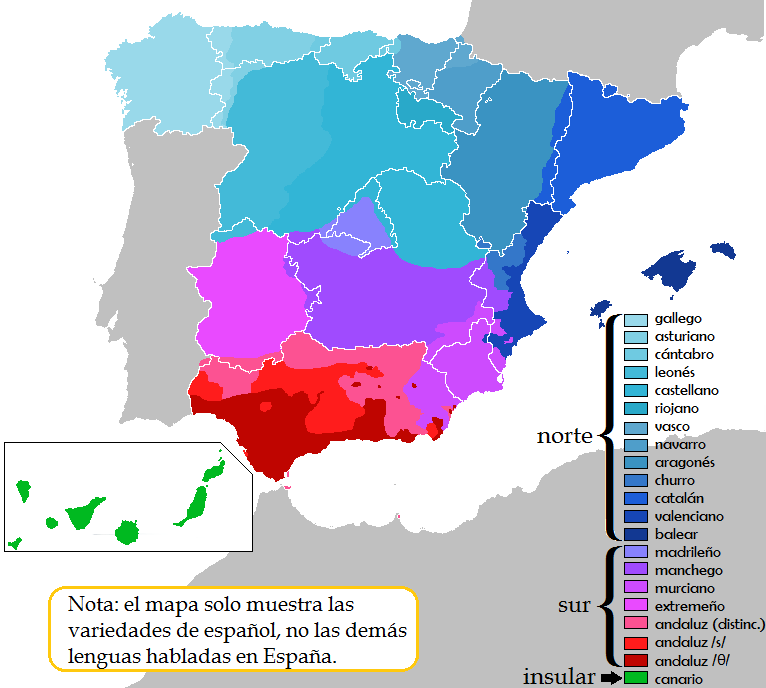
Dialectos del español hablados en España. Las variedades del idioma español de los territorios catalanófonos suelen clasificarse más cercana a las variedades del español septentrional.

La variedad del idioma español en territorios catalanófonos es el conjunto de variedades lingüísticas del castellano habladas en territorios catalanoparlantes, que incluyen: Cataluña, Comunidad Valenciana, las Islas Baleares, Andorra y la Franja Oriental de Aragón. Sus rasgos surgen por el contacto lingüístico entre los idiomas español y catalán.
Muchos de los rasgos de esta variedad se deben a rasgos propios del idioma catalán, aunque también existen rasgos que no se deben a este idioma. Algunos de los rasgos morfosintácticos del catalán son transferidos inconscientemente por algunos hablantes cuando hablan en castellano. En muchos hablantes cuya lengua materna es el catalán también existen ciertas influencias de realización alofónica de ciertos sonidos, lo que informalmente se conoce como parte del "acento catalán".

## Características lingüísticas
Debe señalarse que la variación lingüística del español de los territorios catalanófonos depende mucho de variables sociolingüísticas individuales relacionadas con la edad, la lengua materna y el nivel de los ámbitos de uso de cada hablante. Por lo que en cierto sentido no debe pensarse que se trata de una variedad diastráticamente uniforme y con poca variación. Muchos de los rasgos mencionados a continuación se dan con frecuencias muy diferentes en diferentes hablantes, pudiendo llegar a estar ausentes algunos de los rasgos en muchos hablantes (particularmente aquellos cuya lengua materna es el castellano y al hablar esta lengua transfieren menos rasgos típicos del catalán).
Desde un punto de vista de adscripción la mayor parte de hablantes de castellano en los territorios catalanoparlantes usa formas lingüísticas similares a las del dialecto septentrional del español peninsular o castellano septentrional. Aunque existe un número no desdeñable de hablantes que usan formas típicas del castellano meridional o del dialecto andaluz.

### Fonética
Los rasgos fonéticos mencionados a continuación se dan con mayor frecuencia entre hablantes cuya lengua materna es el catalán, que en hablantes cuya lengua materna es el castellano. Todos ellos pueden considerarse transferencia alofónica de rasgos fonéticos del catalán al español:
- Con frecuencia la -d final castellana se articula como sorda [t]: autorida[t], verda[t], amista[t], Madri[t].
- Articulación velarizada [ɫ] de /l/ especialmente en posición implosiva.
- Uso de alófonos abiertos [ɛ, ɔ] para las vocales /e, o/ en sílaba tónica.
- Conservación del sonido [ʎ] para ll, es decir, no se da yeísmo tan extendido en otras regiones hispanófonas. Si bien esta característica está en regresión, y el yeísmo existe también en catalán al final de palabra (ejemplo castei por castell) en ciertos dialectos.
- En los lugares donde se conserva el fonema [v] en catalán, tanto en valenciano como en balear, también se transfiere esta diferencia en castellano entre b [b]/[β] y v [v] a las palabras cognadas.
- Articulación de la s sonora [z] con mayor frecuencia, e incluso entre vocales.
- Articulación de algunos diptongos crecientes como hiato siguiendo los hábitos articulatorios del catalán, es decir, la secuencia vocal débil + vocal fuerte se pronuncia como dos vocales en dos sílabas separadas. Ejemplos: ti-e-ne, du-e-le.
- Articulación del diptongo creciente iu [ju] como decreciente [iw]. Ejemplo: cIu-dad [θiwˈðat], en lugar de ciU-dad [θjuˈðad].

### Morfología
- Creación de diminutivos al modo catalán, con los sufijos  -ete (-et en catalán) y -eta. Aunque estas formas son más frecuentes en territorios catalanófonos, también se dan en otras regiones donde se habla castellano.
- Mayor frecuencia de uso del sufijo nominalizador de adjetivos -eza aún con adjetivos de tres sílabas que en español más frecuentemente usan -ez. Ejemplo: esbelteza por esbeltez.
- El uso de ves como imperativo del verbo ir en vez del normativo ve: Ves a casa y tráeme la chaqueta (= 'Ve a casa y tráeme el abrigo').

### Sintaxis
Son frecuentes:
- El uso de la preposición sin con el valor del adverbio del catalán sense: '-¿Traes la raqueta? -He venido sin.'
- La aparición de la interjección que al inicio de las oraciones interrogativas: ¿Que te gusta el piso? en lugar de «¿Te gusta el piso?»
- El uso del pronombre posesivo en lugar del personal: * Vete delante mío ('Vete delante de mí'), * Vamos detrás suyo ('Vamos detrás de él'). El fenómeno se registra también en otras variedades del castellano; se debe a una analogía entre la equivalencia entre "izquierda de mí" e "izquierda mía".
- Tendencia a usar el artículo con nombres propios, vulgarismo en el resto de modalidades castellanas: el Jordi, la Elena. Existen regiones de habla hispana no influenciadas por el catalán en las que también se utiliza el artículo definido antes de los nombres.
- La preferencia, en ocasiones, de la perífrasis de obligación he de + INFINITIVO (= 'tengo que + INFINITIVO'). Pese a que la forma "haber de" existe en castellano, la forma más común es “tener que”.
- El cambio a la forma personal de la construcción impersonal con el verbo «haber».
Habían cuatro jueces en la competición

Aunque en algunas zonas con marcados rasgos dialectales del español también se da esta construcción. La razón no es tanto por la influencia del catalán
 sino por evolución y sustitución lingüística. Es un error típico de hispanohablante nativo que haya nacido en zonas donde otro dialecto latino haya tenido un fuerte peso histórico (Zamora, Cáceres, Navarra, Murcia). Es prácticamente inexistente en el corredor Burgos-Segovia-Madrid-Mancha-Andalucía.
Hay dos manzanas en la mesa
Oración impersonal, de la cual “dos manzanas” es el objeto directo.
Si se realiza un análisis comparativo entre el español y el francés puede observarse como este error es casi imposible que ocurra en la lengua francesa debido a que el sujeto de la oración viene bien diferenciado:
(esp): Hay dos manzanas en la mesa.
(fra): Il y a deux pommes sur la table; donde « il» es el sujeto.
- También se presentan interferencias en el uso de las preposiciones, fruto de la influencia del régimen preposicional en catalán:
Estoy aquí, a Barcelona;  por Estoy aquí en Barcelona.
- Dequeísmo: Pienso de ir al teatro / Considero de que debería venir tu hermano. Existen motivos internos de gramática castellana que propician la aparición de este fenómeno fuera de esta zona lingüística.
- Uso indebido de 'hacer' en expresiones perifrásticas: hacer un café con alguien 'tomar un café con alguien', hacer piña 'mantenerse unidos', hacer país 'ser patriota', etc. No obstante el español está evolucionando hacia el uso de perífrasis verbales que son hoy[¿cuándo?] mucho más frecuentes que hace ciento veinte años.

### Léxico
- Pueden darse construcciones como hacer tarde (por el catalán fer tard), hacer un café 'tomar un café', sacarme la camisa ('quitarme la camisa'), tampoco no (por 'tampoco') o plegar del trabajo 'salir del trabajo'.
- Es muy común, sobre todo en Cataluña, el uso de la construcción "Déu n'hi do!" (exclamación de conformación, suficiencia o admiración: '¡No está nada mal!, ¡Vaya!, ¡Es bastante!, literalmente en catalán antiguo '¡Dios dio (bastante)!') ya que no existe traducción exacta al castellano.
- También es común el uso de la palabra Adéu, a veces acortada como déu, en lugar de adiós.
- A veces usan expresiones valencianas como "che" (xe, interjección valenciana) o "prou!" (como sustitución del "¡basta!") en su castellano habitual. También se emplea "no cal" por "no hace falta" (pese a que existe el castellanismo en la lengua catalana "No fa falta", donde fa es hace).
- En las Islas Baleares es muy común para manifestar objeciones incluir el "pero" con una pronunciación aguda ("peró" < cat. però) al final de la oración, como
"no viniste, peró"
"yo no he sido, peró".
- También se observa el uso prestache (< cat. prestatge [pɾəsˈtaʤə]) para referirse al "estante" en lengua castellana, rachola (< cat. rajola [rəˈʒɔlə]) para referirse a la "baldosa" o al "azulejo" en lengua castellana. y tocho (< cat. totxo [ˈtoʧu]) para referirse a un "ladrillo" o un libro grueso.
- Otros ejemplos son enchegar (< cat. engegar) en lugar de encender o prender, o vaga en vez de huelga.